# Aira provincialis
Aíra provinciális (лат.) — вид однодольных растений рода Айра (Aira) семейства Злаки (Poaceae). Впервые описан французским ботаником Алексисом Жорданом в 1852 году.

## Распространение и среда обитания
Естественный ареал ограничен Францией: юго-востоком её материковой части (департаменты Вар и Приморские Альпы) и островом Корсика. Данные о произрастании растения на острове Крит (Греция) сомнительны.
Растение занесено в австралийский штат Новый Южный Уэльс, где было обнаружено до четырёх его местообитаний в парковых зонах и нарушенных лесных участках в Голубых горах.
Произрастает на песчаных местах.

## Ботаническое описание
Однолетнее голое растение.
Корень волокнистый.
Стебли тонкие, волокнистые, прямые или восходящие, высотой 10—40 см.
Листья короткие, щетинистые, нитевидные, тупоконечные.
Соцветие — метёлка с одиночным колоском, содержащим по два цветка с короткими волосками у основания.
В естественных условиях цветёт в мае и июне.
Число хромосом — 2n=28.

## Значение и природоохранная ситуация
В Австралии Aira provincialis считается сорным растением. В то же время, вид занесён в Красную книгу исчезающих растений Франции (2012).

## Синонимы
Синонимичные названия:
- Aira caryophyllea var. provicialis (Jord.) Fiori
- Aira pulchella subsp. provincialis (Jord.) Asch. & Graebn.
- Aira pulchella var. provincialis (Jord.) Fiori
- Aira tenorii var. provincialis (Jord.) Douin
- Airella provincialis (Jord.) Dumort.
- Avena provincialis (Jord.) Nyman nom. illeg.